# رسالة في الطريق إلى ثقافتنا
رسالة في الطريق إلى ثقافتنا كتاب من تأليف الكاتب المصري محمود محمد شاكر صدر عام 1991م عن دار الهلال، وكان محتوى الكتاب جزءاً من مقدمة كتابه "المتنبي" الصادر عام 1987م. وفي هذا الكتاب سلط المؤلف الضوءَ على فترات من تاريخ الأمة الإسلامية جرت فيها أحداث كانت سببًا في التراجع؛ وذلك بقصد تنبيه للسبيل القويم الكفيل بإعادة مجد الإسلام.

## الكتاب
يتكون الكتاب من مقالات متصلة عن موقف محمود شاكر من المشروع الثقافي العربي، ومن المناهج الفكرية المستلهمة من الفكر الغربي، ويحاول المؤلف طرح مجموعة من الأفكار المركزية منها: الهزيمة الثقافية، والمعركة الحقيقة. ويحذر الكاتب من الذوبان في الثقافة الغربية ويحث على التمسك بالثقافة العربية الاسلامية.

## منهج المؤلف
اتبع المؤلف طريقة السرد في هذا الكتاب، ولم يقسمه إلى أبواب وفصول، بل تحدث إلى القارئ حديثًا متسلسًا، مقسماً الكتاب إلى فقرات مرقمة، بلغ عددها 24 فقرة، ثم ختم الكتاب بتذييل.

## موضوعات الكتاب
من موضوعات الكتاب:
- رحلة المؤلف إلى منهج التذوق.
- الصراع بين الإسلام والنصرانية الأوروبية انتهاء بمعركة الاستشراق.
- نهضة ديار الإسلام وكيف أبيدت؟ ابتداءً من الحملة الفرنسية، مرورًا بمحمد علي، وانتهاء بالاحتلال الإنجليزي.
- قصة التفريغ الثقافي: فساد الحياة الأدبية وشهادتان للتاريخ.[2]